# Aloe albostriata
Aloe albostriata ist eine Pflanzenart der Gattung der Aloen in der Unterfamilie der Affodillgewächse (Asphodeloideae). Das Artepitheton albostriata leitet sich von den lateinischen Worten albus für ‚weiß‘ sowie striatus für ‚gestreift‘ ab und verweist auf die weißen Längsstreifen auf den Blättern der Art.

## Beschreibung

### Vegetative Merkmale
Aloe albostriata wächst aufrecht oder niederliegend, sprosst von der Basis aus und bildet kleine Gruppen. Der Stamm erreicht eine Länge von bis zu 30 Zentimetern. Die zehn bis 15 schmal schwertförmigen Laubblätter bilden lockere Rosetten, die sich an den oberen 10 bis 12 Zentimetern der Stämme befinden. Die hell zitronengrüne Blattspreite ist 20 bis 25 Zentimeter lang und 2 Zentimeter breit. Auf ihr befinden sich zahlreiche weißliche Längsstreifen. Die weißen Zähne am Blattrand sind 0,75 bis 1 Millimeter lang und stehen 5 bis 15 Millimeter voneinander entfernt. Der Blattsaft ist klar und klar trocknend.

### Blütenstände und Blüten
Der aufrechte Blütenstand ist einfach oder besteht aus ein bis zwei Zweigen. Er erreicht eine Länge von bis zu 70 Zentimeter. Die ziemlich lockeren, zylindrisch-zugespitzten Trauben sind bis zu 25 Zentimeter lang. Die spitzen Brakteen weisen eine Länge von bis zu 10 Millimeter auf und sind 2 Millimeter breit. Die orangeroten Blüten werden zur Mündung gelb. Sie stehen an rosafarbenen, 12 bis 15 Millimeter langen Blütenstielen. Die Blüten sind 24 Millimeter lang. Auf Höhe des Fruchtknotens weisen die Blüten einen Durchmesser von 3,5 Millimeter auf. Ihre äußeren Perigonblätter sind auf einer Länge von 12 bis 13 Millimetern nicht miteinander verwachsen. Die Staubblätter und der Griffel ragen bis zu 1 Millimeter aus der Blüte heraus.

## Systematik und Verbreitung
Aloe albostriata ist auf Madagaskar in der Provinz Antananarivo etwa 80 Kilometer westlich von Antsirabe verbreitet.
Die Erstbeschreibung durch Thomas A. McCoy, Bakolimalala Rakouth und John Jacob Lavranos wurde 2008 veröffentlicht.

## Nachweise